# YUMI MATSUTOYA CONCERT TOUR 2011 Road Show
『 YUMI MATSUTOYA CONCERT TOUR 2011 Road Show 』（ユミ マツトウヤ コンサートツアー 2011 ロードショー）は、松任谷由実（ユーミン）の11作目のライブビデオ。2012年3月14日にEMIミュージック・ジャパンよりリリース（DVD：TOBF-5732、Blu-ray Disc：TOXF-5732）。

## 解説
- 2011年4月15日から同年11月11日まで全国40都市73公演が行われた「YUMI MATSUTOYA CONCERT TOUR 2011 Road Show」の東京国際フォーラム ホールAでの模様を収録している。
- 実際の公演では「少しだけ片想い」が披露されたが、収録されていない。
- 2011年3月11日の東日本大震災直後のコンサートツアーだったため、本編前に被災者へのメッセージが表れる。
- 41枚目のシングル『恋をリリース』も同時発売された。

## 収録曲
1. ひとつの恋が終るとき
2. TUXEDO RAIN
3. たぶんあなたはむかえに来ない
4. 恋の苦さとため息と
5. I Love You
6. 太陽と黒いバラ〜恋の一時間は孤独の千年〜真夏の夜の夢〜輪舞曲
7. 大連慕情
8. 春よ、来い
9. ただわけもなく
10. Blue Planet
11. 夏は過ぎてゆき
12. わき役でいいから
13. ガールフレンズ
14. 静かなまぼろし〜私のフランソワーズ
15. Mysterious Flower
16. 今すぐレイチェル
17. LOVE WARS
18. 瞳はどしゃ降り〜DESTINY

-ENCORE-
1. コインの裏側
2. カンナ8号線
3. ダンスのように抱き寄せたい
4. やさしさに包まれたなら

-SPECIAL CONTENTS-
- ユーミン・インタビュー
- 舞台裏映像
- 著名ゲストコメント
  - RHYMESTER、三浦拓也、小山薫堂、大黒摩季、福澤朗、寺岡呼人、miwa、いとうあさこ、坂本真綾、純名里沙、中井美穂、ミッツ・マングローブ、NORA、久保田利伸

## 参加ミュージシャン
- ドラム：宮田繁男
- ベース：田中章弘
- ギター：市川祥治、中川雅也
- キーボード：武部聡志
- コーラス：松岡奈緒美、今井正喜、須藤美恵子
- パーカッション：小野かほり
- サキソフォン：伊勢賢治